# 卢基什克斯监狱

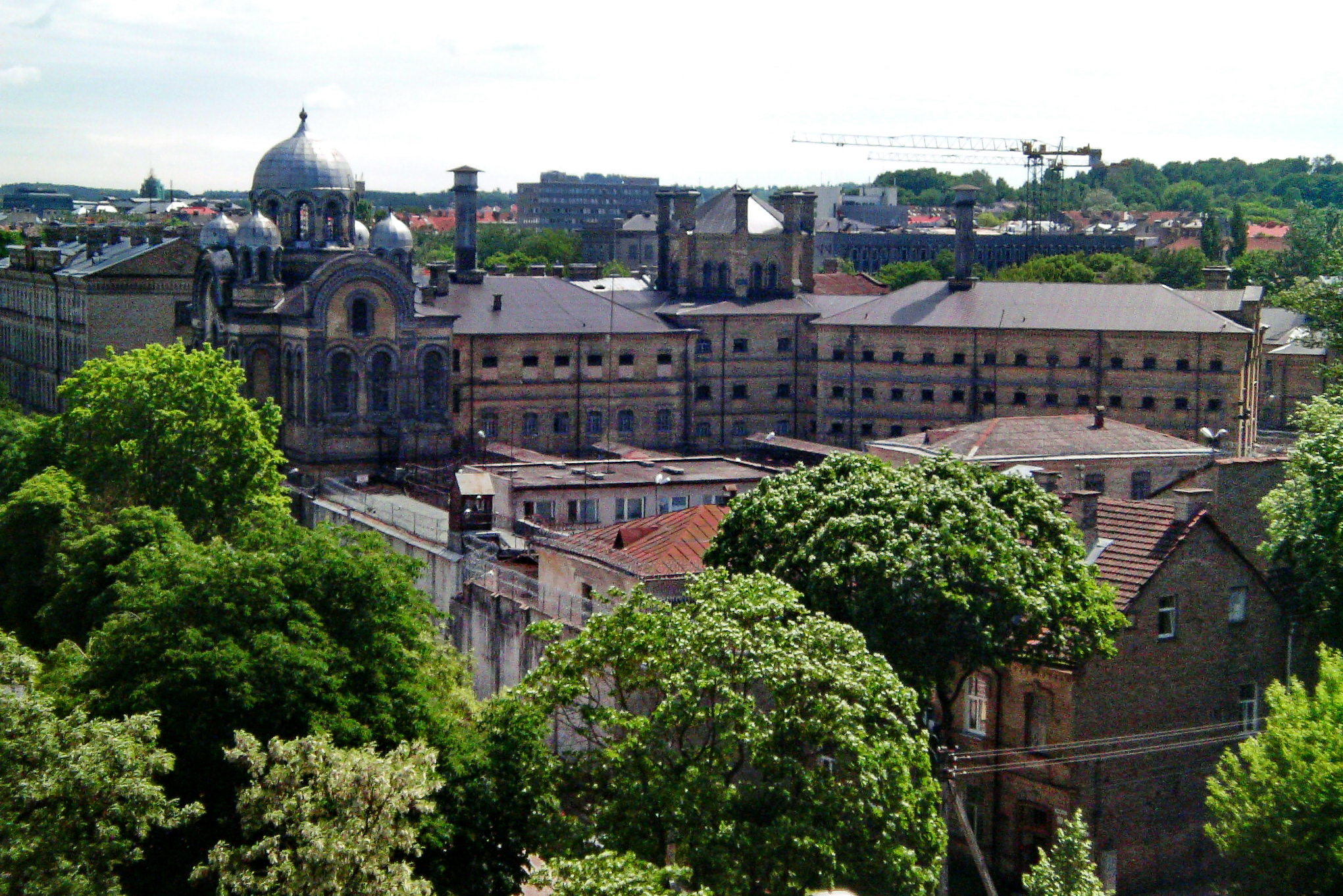
卢基什克斯监狱

卢基什克斯监狱（立陶宛语：Lukiškių tardymo izoliatorius kalėjimas，波兰语：Więzienie na Łukiszkach/ 简称Łukiszki，白俄罗斯语：Лукішкі）是立陶宛首都维尔纽斯市中心的一座监狱，位于卢基什克斯广场附近。卢基什克斯监狱于1837年由一座罗马天主教修道院改建而成。1995年，立陶宛最后一次死刑就是在卢基什克斯监狱执行的。2019年7月2日，卢基什克斯监狱正式关闭。之后，建筑群对公众游客开放。监狱关闭后，建筑群被改成文化中心。